# Гординські
Гординські (пол. de Hordynia, Hordyńscy) — український православний шляхетський рід гербу Сас.

## Назва
Прізвище походить від назви родового гнізда – села Гординя.
Гординські мають придомки: Гординські–Федьковичі, Гординські–Антоновичі (добавки походять від імені синів Стефана Лізди першого власника Гордині - Федора та Антона).

## Історія та відомі представники
Гординські — зем'янський рід, у XV–XVII ст. землевласники у Перемишльській землі. Є нащадками боярина Стефана Лізди з Литовської землі, якому князь Лев Данилович надав села Гординю та Дорожів в Самбірській волості (тепер села Гординя та Верхній Дорожів Самбірського району, Львівської області).

В грамоті ХІІІ ст. князя Лева Даниловича Стефану Лізді йшлося про таке:
“Я, князь Лев, возвали єсмо з Литовської землі Стефана Лізда, дали єсми єму в Самборскій волости село Гординю, а другоє Дорозево зо всіми ужитками і землею, і сіножатами, со дубравами, з лісами, і бортами, і сітми, і з ріками, і со млином, і со єзіорми, і потоки, со криничами, і со риніами, і со всіми прави, так яко сми сами держали і тако далисмо єому на вікі і дітіом єго і внучатом єго і правнучатом єго на вікі. В ненадобі уступатисіа на тоє слово нікому, а хто сіа уступит суд ми і з ним будемо мати перед Богом”.
Оскільки немає відповідних прикінцевих клаузул документа, місце складання документа не відоме. Не відомий також час його написання. Якщо його видавав князь Лев Данилович, то видано його було до 16 березня 1301 року, як вважають вчені – дати його смерті, якщо це був Лев ІІ (Лев Юрійович), то теж не пізніше 21 травня 1323 року, який саме тоді помер.
Якщо грамоту видав князь Лев Данилович, то видано її було до 16 березня 1301 року, як вважають вчені, це дата його смерті.
В 1479 р. Юхно з Гордині (Zu Hordynya), заставив братам Машкові і Павлові свою частку у родинному маєтку.
В 1508 р. співвласником села Будини в Самбірському повіті був Антон Гординський, а в 1515 р. – Васько, Антон та Федько Гординські
У рішеннях Любліна 1593 року згадуються Ілько, Лех, Олександр, Стефан, Федько, Іван, Стас та Яцек – сини Стефана Гординського, дідича Гордині.
Малгожата з Новосельських (пол. Nowosielskie) дружина Якова Гординського визнана в 1605 році Скшидловським.
В 1753 році Крушельницький зі Львова позивав до суду Войцеха Гординського.
Самуїл, прапорщик Брацлава, син Самуїла та Анастасії Гординської, внук Міхала та Тетяни Рудницької, правнук Миколи та Анни Чайковської, праправнук Гжегожа та Пелагії Ступніцьких, одружений з Тетяною Білинською, назначив сина Станіслава (одружений у 1790 р. з Терезою Конашевською, дочка Онуфрія та Антоніни Броневських) дідичем Гордині та присілку Сокирчиць.
Йозеф Гординський призначений в 1779 році першим земським суддею Перемишля.
Стефан Гординський — мечник Києва та віце-регент гродського суду м. Львова (1754), гродський писар Львова, посол Львівської землі (1764), підписав обрання Станіслава Августа. У 1769 р. – гродський суддя Львова і підстароста Львова (1779). З 1770 р. – стольник жидачівський. В тому ж році Стефан та його дружина Вікторія Кобилинська і син Лазар-Тадеуш, заклали і наділили братство в Жовтанцях.
Дочки Степана: Людовіка, жінка Марцелія Урбанського і Аполонія, видана в 1768 р. за Петра Круковецького, пізніше графа, таємної ради та президента Галицького трибуналу.
Син Степана – Лазар-Тадеуш – камергер Станіслава Августа, вийшов з шляхти на земському суді Львова (1782).
В 1557 році мешканець Гордині шляхтич Іван Гординський – Федькович звернувся до польського короля Сигізмунда ІІ аби той підтвердив грамоту ХІІІ століття, яка була надана його родичеві Стефану Лізді князем Левом Даниловичем. Чому цього ніхто з його родини не зробив раніше не відомо, очевидно вона вважалася втраченою, а тут раптом знайшлася. Мабуть стали доскіпливіше шукати, бо знайшовся покупець на Гординю (до 1557 року воно вважалося королівським і належало до Самбірської економії, до Дублянського ключа, а Гординські були там солтисами), а маючи грамоту, вони ставали власниками і могли здійснити його продаж.
Хоч документ був у плачевному стані, очевидно відсирів, став розлазитися на дві частини, та король Сигізмунд ІІ все – таки 8 січня 1557 року його підтвердив, а, як відомо, це ставалося тоді, коли документ був „написаний на пергаменті руською мовою і засвідчений князівським титулом та його звичною зі зубом печаткою“, та був „непошкодженим та не підозрілим у жодних деталях“. Отже, король переконався, що грамота автентична і сумнівів не викликає. Це дуже важливо зазначити. Бо дехто із пізніших учених, які цей документ вивчали (в тому числі і Михайло Грушевський) пробували доводити, що він не автентичний. Слід знати ще і те, що оригіналу документа немає, є хіба дві копії, одна з XVI століття, а друга з пізнішого часу.

### Особисті печатки

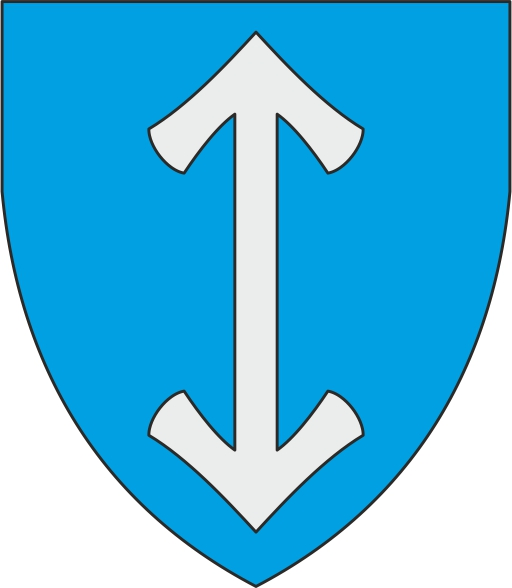
Печатка Ганчика Гординського зі Сокирчиць (присілок Гордині) датований 1427 та 1439 рр. Опис: на блакитному полі срібний знак у вигляді подвійної стріли в стовп.
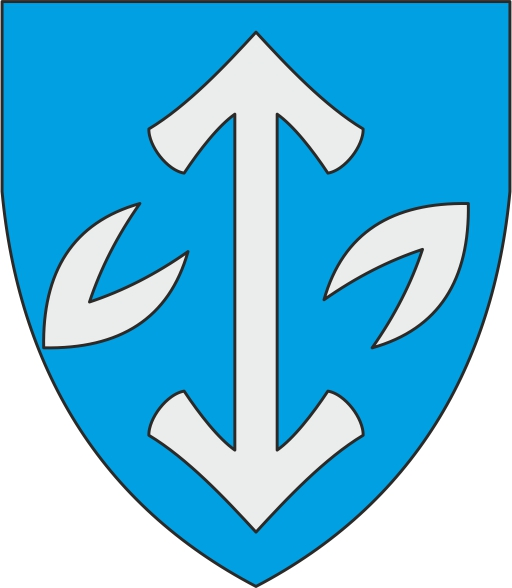
Печатка шляхтича з Гордині Івана Гординського-Федьковича, датована 1552 роком. Опис: на блакитному полі срібний знак у вигляді подвійної стріли в стовп у супроводі двох вістрь.

## Представники
- Гординський Стефан Андрійович — викладач, священник. Навчався у Києво-Могилянській академії (1742 р.);
- Гординський Петро Андрійович (1760 — † 1834) — штаб-лікар, колезький асесор;
- Гординський Іван  — викладач, колезьський реєстратор (1824). Дід Панаса Мирного та Івана Рудченка по материнській лінії;
- Гординський–Федькович Юрій Адальбертович (8.06.1834 — † 11.01.1888) — український письменник-романтик, передвісник українського національного відродження Буковини;
- Антонович-Гординський Ярослав Дмитрович (22.07.1882 — † 5.07.1939)  — український літературознавець, історик літератури, перекладач, педагог. Член НТШ (1914);
- Антонович-Гординський Теофіл Дмитрович (23.09.1887 — 17.12.1919) —  священник УГКЦ, капелан УГА. Кавалер ордену імператора Франца Йосифа І.
- Гординський Святослав Ярославович (30.12.1906 — † 20.05.1993) — український художник, графік, мистецтвознавець, поет, перекладач, редактор та журналіст;
- Гординська-Каранович Дарія Ярославівна (18.10.1908 — † 9 грудня 1999) — українська піаністка, педагог, музичний і громадський діяч у США, сестра Святослава Гординського;